# Claudia Anaya Mota

Claudia Edith Anaya Mota (Zacatecas, Zacatecas; 6 de junio de 1979) es Doctora en Administración Pública, Maestra en Población, Desarrollo y Políticas Públicas,  mercadóloga y política mexicana del Partido Revolucionario Institucional que desde el 2018 se desempeña como Senadora de la República por el estado de Zacatecas y fue reelecta para el cargo en 2024. De 2009 a 2012 fue diputada federal en la LXI Legislatura, presidente de la Comisión Especial sobre la No Discriminación, secretaria de la Comisión de Hacienda y Crédito Público, integrante de las comisiones de Atención a Grupos Vulnerables; Presupuesto y Cuenta Pública; y, Especial de Migración. Fue presidente de la Mesa Directiva de 2013 - 2015, diputada local en la LXI Legislatura del Congreso de Zacatecas.
En la LXV y LXVI Legistaturas del Senado de la República, se destacó como Secretaria de la Mesa Directiva, uno de los órganos legislativos más relevantes de esa Cámara. (7)
1. ↑  «SIL - Sistema de Información Legislativa-PopUp Legislador». sil.gobernacion.gob.mx. Consultado el 9 de diciembre de 2024.
2. 1 2 3  «SIL - Sistema de Información Legislativa-PopUp Legislador». sil.gobernacion.gob.mx. Consultado el 9 de diciembre de 2024.
3. ↑  «Comienza labores la LXIII Legislatura de Zacatecas». El Sol de Zacatecas. Consultado el 22 de septiembre de 2018.
4. ↑  «SIL :: Sistema de Información Legislativa-PopUp Legislador». sil.gobernacion.gob.mx. Consultado el 22 de septiembre de 2018.
5. ↑  «Curricula LXIII». sitl.diputados.gob.mx. Archivado desde el original el 28 de agosto de 2018. Consultado el 22 de septiembre de 2018.
6. ↑  «Claudia Anaya, candidata al Senado, defenderá campo, industria y minería zacatecanas». www.discapacidad.pri.org.mx. Consultado el 22 de septiembre de 2018.

## Trayectoria educativa
Es licenciada en Mercadotecnia por el Instituto Tecnológico y de Estudios Superiores de Monterrey (ITESM) de 1997-2002. Maestra en Población, Desarrollo y Políticas Públicas por la Universidad Autónoma de Zacatecas (UAZ). Cuenta con diplomados en Finanzas; Género y Políticas Públicas y Perspectiva de Género Dirigido a Municipios; en Estudios de Población y Políticas Públicas; en Derecho a la No Discriminación.
Es Doctora en Administración Pública por el Instituto Nacional de Administración Pública A.C. 
1. ↑  «SIL :: Sistema de Información Legislativa-PopUp Legislador». sil.gobernacion.gob.mx. Consultado el 22 de septiembre de 2018.
2. ↑  «Grupo Estrategia Politica - Sistema de Informacion Eficiente». www.gepsie.com.mx. Consultado el 22 de septiembre de 2018.

## Trayectoria política

### Primeros cargos públicos
Fue coordinadora de comunicación social en el Instituto para la Mujer Zacatecana (INMUZA) desde 2002 hasta el 2004 en la administración del gobernador de Zacatecas Ricardo Monreal Ávila. Posteriormente fue designada por la gobernadora de Zacatecas Amalia García como directora de la Comisión Estatal para la Integración Social de las Personas con Discapacidad (CEISD) de Zacatecas desde el 12 de septiembre de 2004 al 31 de agosto de 2009. En 2006 fue la secretaria técnica del Consejo Estatal para Prevenir y Erradicar toda forma de Discriminación hasta 2009.

### Diputada federal (2009-2012)
En los comicios de 2009, fue electa como diputada plurinominal por la primera circunscripción de México representando al Partido de la Revolución Democrática (PRD) en la LXI legislatura federal desde el 1 de septiembre de 2009 al 31 de agosto de 2012. Fue presidente de la comisión Especial sobre la No Discriminación, secretaria de la comisión de Hacienda y Crédito Público e integrante de las comisiones Atención a Grupos Vulnerables; Especial sobre Migración; y, Presupuesto y Cuenta Pública.
| Comisiones y comités a los que pertenece | Comisiones y comités a los que pertenece | Comisiones y comités a los que pertenece   |
| Comisión o Comité                        | Puesto                                   | Periodo                                    |
| ---------------------------------------- | ---------------------------------------- | ------------------------------------------ |
| Especial sobre la No Discriminación      | Presidente                               | 24 de abril de 2012 - 31 de agosto de 2012 |
| Hacienda y Crédito Público               | Secretaria                               | 24 de abril de 2012 - 31 de agosto de 2012 |
| Atención a Grupos Vulnerables            | Integrante                               | 24 de abril de 2012 - 31 de agosto de 2012 |
| Especial sobre Migración                 | Integrante                               | 24 de abril de 2012 - 31 de agosto de 2012 |
| Presupuesto y Cuenta Pública             | Integrante                               | 24 de abril de 2012 - 31 de agosto de 2012 |

### Diputada local (2013-2015)
Fue electa por el segundo distrito local de Zacatecas para ser diputada local en el Congreso del Estado de la LXI legislatura local. Tomó protesta el 7 de septiembre de 2013 y solicitó licencia el 27 de enero de 2015 siendo suplantada por Xochitl Nohemí Sánchez Ruvalcaba.

### Diputada federal (2015-2018)
En los comicios de 2015, fue electa como diputada federal por mayoría relativa por el distrito 3 de Zacatecas representando al Partido Revolucionario Institucional (PRI) en la LXIII legislatura federal desde el 1 de septiembre de 2009 al 31 de agosto de 2012. Fue secretaria de la comisión de Presupuesto y Cuenta Pública e integrante de las comisiones de apoyo a comerciantes en pequeño y microempresarios para fomentar la economía familiar; Economía; Para el patrimonio cultural de México; Transparencia y Anticorrupción; y, Bicamaral en materia de disciplina financiera de las entidades federativas y de los municipios.
| Comisiones y comités a los que pertenece                                                       | Comisiones y comités a los que pertenece | Comisiones y comités a los que pertenece  |
| Comisión o Comité                                                                              | Puesto                                   | Periodo                                   |
| ---------------------------------------------------------------------------------------------- | ---------------------------------------- | ----------------------------------------- |
| Presupuesto y Cuenta Pública                                                                   | Secretaria                               | 2 de julio de 2018 - 31 de agosto de 2018 |
| De apoyo a comerciantes en pequeño y microempresarios para fomentar la economía familiar       | Integrante                               | 2 de julio de 2018 - 31 de agosto de 2018 |
| Economía                                                                                       | Integrante                               | 2 de julio de 2018 - 31 de agosto de 2018 |
| Para el patrimonio cultural de México                                                          | Integrante                               | 2 de julio de 2018 - 31 de agosto de 2018 |
| Transparencia y Anticorrupción                                                                 | Integrante                               | 2 de julio de 2018 - 31 de agosto de 2018 |
| Bicamaral en materia de disciplina financiera de las entidades federativas y de los municipios | Integrante                               | 2 de junio de 2016 - 31 de agosto de 2018 |